# Jean-Noël Barrot
Jean-Noël Barrot   (7è districte de París, 13 de maig de 1983) és un polític francès del Moviment Demòcrata (MoDem) que s'exerceix com a Secretari d'Estat per a Assumptes Europeus al govern del Primer Ministre Gabriel Attal des de 2024.
Anteriorment va ser Ministre de Transició Digital i Telecomunicacions al govern de la Primera Ministra Élisabeth Borne de 2022 a 2024.
Abans d'unir-se al govern, Barrot va representar la segona circumscripció del departament de Yvelines a l'Assemblea Nacional del 2017 al 2022. Va ser elegit membre del Parlament sota la bandera de La République En Marche! (LREM).
Jean-Noël Barrot és graduat de HEC Paris, Sciences Po i Paris School of Economics.